# Nicolas Leonicemus

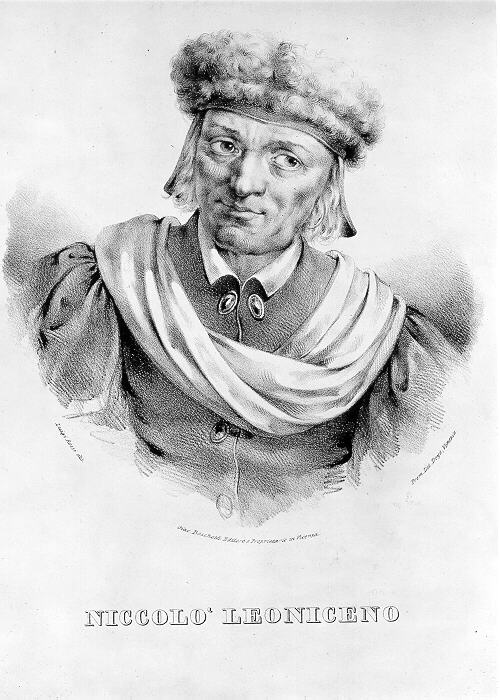
Niccolaus Leonicenus (1428–1524)

Nicolas Leonicemus (Vicenza, 1428 – Ferrara, 9 juni 1524), ook bekend als Niccolò Leoniceno, Nicolaus Leoninus, Nicolaus Leonicenus van Vicenza, Nicolaus Leonicenus Vicentinus, Nicolo Lonigo en Nicolò da Lonigo da Vincenza was een medicus en humanist.

De Plinii, & plurium aliorum medicorum in medicina erroribus opus primum

Leonicemus werd geboren in Vicenza in Noord-Italië. Hij doceerde meer dan zestig jaar artsenijkunde, wiskunde en filosofie aan de universiteit van Ferrara.
In 1492 startte Leonicemus  een controverse over de betrouwbaarheid van de toen gangbare klassieke bronnen met een artikel waarin hij op fouten in het werk van Plinius wees. In het bijzonder had hij twijfels over de vertalingen van Plinius van het Oudgrieks naar het Latijn. Het betwisten van de autoriteit van Plinius riep een felle reactie van tijdgenoten op.
Leonicemus was van mening dat sommige van zulke fouten niet gemaakt zouden zijn als Plinius zelf bekend was geweest met de zaken die hij beschrijft. Deze nadruk op de eigen ervaring markeert een fundamentele verandering in de manier waarop natuurwetenschappelijke kennis wordt verkregen. In plaats van de uitspraken in de klassieke teksten voetstoots voor waar aan te nemen bepleitte Leonicemus dat de feiten geverifieerd moesten worden.
Leonicemus was een van de twee protagonisten op het syfilisdebat van Ferrara in het jaar 1497.